# Alpkopf (Allgäu)
Der Alpkopf ist ein mächtiger, klotziger Bergkopf in den Allgäuer Alpen mit 2102 m ü. NHN Höhe. Er ist eigentlich nur eine breite Verflachungszone im Südost-Grat des Alpgundkopfes in einer Entfernung von 383 Metern. 666 Meter weiter südöstlich und fast 400 Meter tiefer liegt der kleine Guggersee.
Auf den Alpkopf führt kein markierter Weg. Man erreicht ihn weglos aus dem Kühgund, wobei dieser Anstieg Trittsicherheit und Bergerfahrung erfordert. Da der Alpkopf niedriger als der Alpgundkopf ist, ist der Alpkopf touristisch völlig unbedeutend.